# Mai 1943 (guerre mondiale)
Chronologie de la Seconde Guerre mondiale
Avril 1943 - Mai 1943 -  Juin 1943
- 1er mai :
  - Dans le ghetto de Varsovie, bataille de la rue Franciszkanska 30, qui dure trois jours et deux nuits.
- 4 mai :
  - La Wehrmacht annonce la formation d’une division SS ukrainienne, composée de milliers de volontaires ukrainiens encouragés par les dirigeants ukrainiens et par l’Église catholique ukrainienne.

- 5 mai : 
  - Le Kampfgruppe Scherer perce l'encerclement soviétique de la poche de Kholm.

- 7 mai : 
  - Prise de Tunis et de Bizerte par les Alliés.

- 8 mai : 
  - Dans le ghetto de Varsovie, les Allemands du SS-Gruppenführer Jürgen Stroop encerclent le bunker de commandement de l'Insurrection, l'abri de la rue Mila 18, qui compte une centaine de combattants pour quatre cent civils. Les membres du commandement préfèrent se donner la mort plutôt que de se rendre.

- 11 mai : 
  - Dans les Aléoutiennes, les Américains prennent l’avantage sur les Japonais en débarquant sur l’île d’Attu.
  - Himmler ordonne la liquidation des derniers ghettos restant en Pologne.

- 12 mai :
  - La capitulation des Allemands au Cap Bon (Tunisie) met fin à l'Afrika Korps.
  - Entrée du général français Giraud à Tunis.

- 13 mai :
  - Fin de la guerre en Afrique du Nord. Un communiqué allié indique : « Il ne reste aucune force de l'Axe en Afrique du Nord qui ne soit prisonnière entre nos mains. Les derniers éléments des forces de l'Axe se sont rendus le 13 mai à 11 h 45 ».

- 15 mai :
  - En URSS, le Comité exécutif de la IIIe Internationale socialiste (Komintern) annonce la dissolution de celle-ci.
  - Début de l'opération Fall Schwarz, 5e offensive anti-Partisans en Yougoslavie

- 16 mai :
  - Fin de l’Insurrection du ghetto de Varsovie : 7 000 personnes ont été tuées sur place, 56 000 prisonniers mourront à Treblinka, 300 Allemands ont été tués.

- 17 mai :
  - Bombardements aériens alliés de Bordeaux.
  - Ralliement de l'escadre française d'Alexandrie (ou Force X), commandée par l'amiral René-Émile Godfroy, aux forces maritimes d'Afrique du général Henri Giraud.

- 24 mai : 
  - L'amiral Karl Dönitz commande à la majorité des sous-marins de se retirer de l'océan Atlantique.

- 27 mai : 
  - Création du CNR (Conseil national de la Résistance).

- 29 mai :
  - Ordonnance allemande imposant le port de l'étoile jaune.

- 30 mai : 
  - Charles de Gaulle arrive à Alger.